# Klon japoński
Klon japoński (Acer japonicum) – gatunek krzewu lub niewysokiego drzewa należący do rodziny mydleńcowatych (Sapindaceae). W obrębie rodzaju klasyfikowany do sekcji Palmata i serii Palmata. Wywodzi się z Japonii, gdzie znajdują się jego naturalne stanowiska. Poza tym uprawiany.

## Morfologia
PokrójOsiąga wysokość do 10 metrów, rośnie bardzo powoli. Ma czerwonawe, nagie pędy.
LiścieOkrągłe w zarysie o średnicy dochodzącej do 14 cm. Liście zielone, głęboko powcinane; Jesienią przebarwiają się na pomarańczowo do purpurowokarminowych.
KwiatyPurpurowe, w zwisających kwiatostanach.
OwoceSkrzydlaki; latem błyszczące, czerwone.

## Zastosowanie
- Roślina ozdobna: W Polsce klon japoński sadzony jest głównie jako ozdobne drzewo parkowe. Jest mrozoodporny.
- Sztuka bonsai: drzewo ma szerokie zastosowanie w tworzeniu miniaturowych drzewek zwłaszcza w stylu Chokkan (wyprostowany regularny).

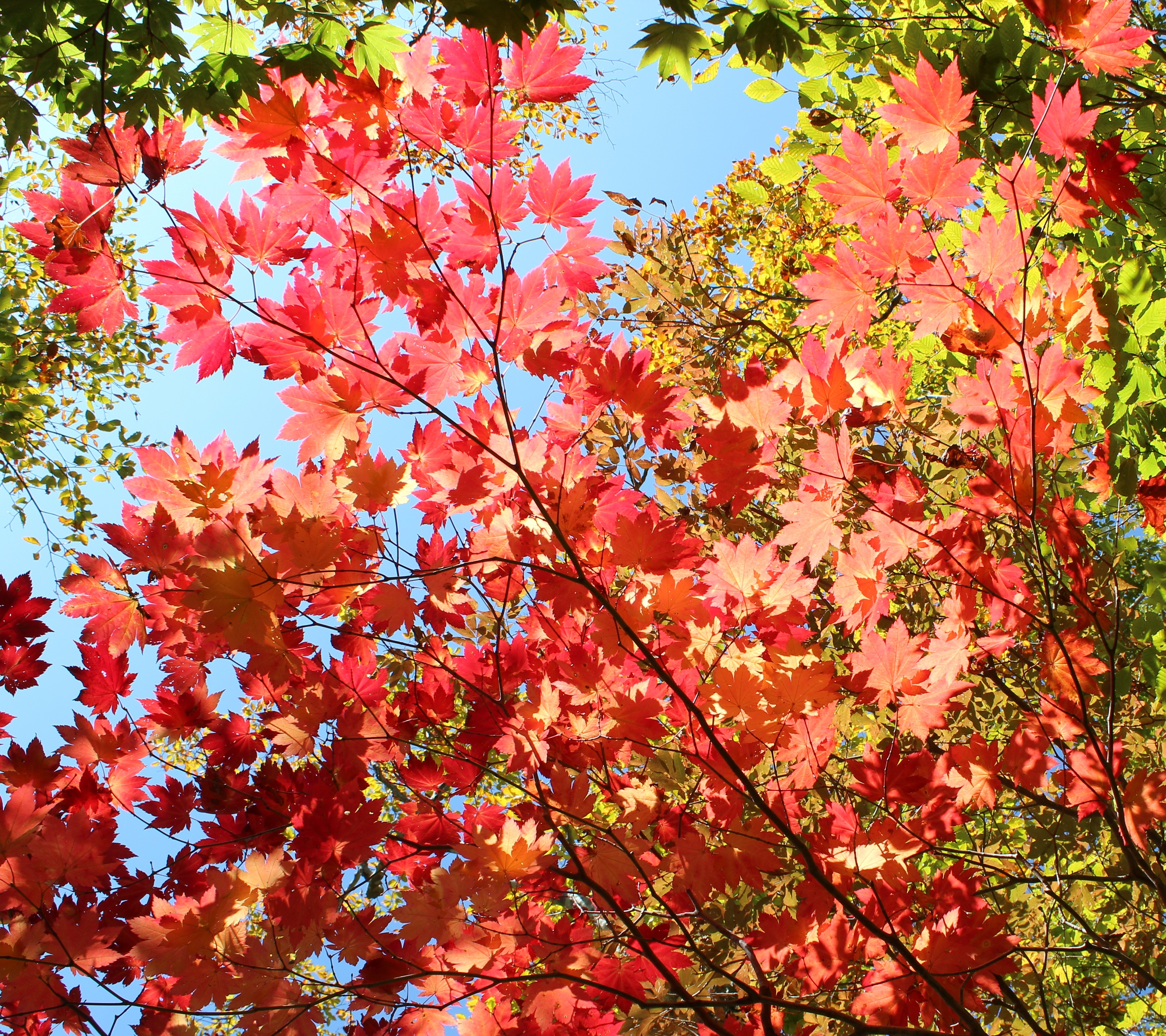
Acer japonicum